# Erateina xanthyala
Erateina xanthyala là một loài bướm đêm trong họ Geometridae.